# Артезія (Нью-Мексико)
Артезія (англ. Artesia) — місто (англ. city) на південному заході США, в окрузі Едді штату Нью-Мексико. Населення — 12 875 осіб (2020). Свою назву місто отримало 1903 року після виявлення джерела артезіанських вод.

## Географія
Артезія розташована за координатами 32°50′50″ пн. ш. 104°25′40″ зх. д. / 32.84722° пн. ш. 104.42778° зх. д. (32.847324, -104.427737).  За даними Бюро перепису населення США в 2010 році місто мало площу 25,74 км², з яких 25,68 км² — суходіл та 0,05 км² — водойми.
За 6,5 км на схід від Артезії протікає річка Пекос.

### Клімат
| Клімат : Артезія             | Клімат : Артезія | Клімат : Артезія | Клімат : Артезія | Клімат : Артезія | Клімат : Артезія | Клімат : Артезія | Клімат : Артезія | Клімат : Артезія | Клімат : Артезія | Клімат : Артезія | Клімат : Артезія | Клімат : Артезія | Клімат : Артезія |
| Показник                     | Січ.             | Лют.             | Бер.             | Квіт.            | Трав.            | Черв.            | Лип.             | Серп.            | Вер.             | Жовт.            | Лист.            | Груд.            | Рік              |
| Абсолютний максимум, °C      | 29,4             | 30,0             | 33,9             | 37,8             | 41,1             | 45,0             | 43,9             | 41,7             | 41,1             | 37,2             | 31,7             | 29,4             | 45,0             |
| Середній максимум, °C        | 13,6             | 16,9             | 21,1             | 25,4             | 29,9             | 34,1             | 34,3             | 33,2             | 29,7             | 24,9             | 18,5             | 13,9             | 24,6             |
| Середній мінімум, °C         | −5,9             | −3,7             | 0,0              | 4,6              | 10,6             | 15,4             | 17,6             | 16,6             | 12,3             | 5,3              | −1,3             | −5,7             | 5,5              |
| Абсолютний мінімум, °C       | −28,9            | −22,8            | −12,8            | −8,9             | −3,3             | 5,6              | 11,7             | 8,9              | 0,0              | −7,8             | −23,3            | −25              | −28,9            |
| Норма опадів, мм             | 10               | 11               | 7                | 13               | 31               | 47               | 35               | 56               | 64               | 33               | 18               | 14               | 340              |
| Днів з опадами               | 3,4              | 2,8              | 2,5              | 2,6              | 4,3              | 4,9              | 6,0              | 7,6              | 6,9              | 5,6              | 3,1              | 3,2              | 52,9             |
| Днів зі снігом               | 1,1              | 0,7              | 0,4              | 0,2              | 0                | 0                | 0                | 0                | 0                | 0,1              | 0,5              | 1,0              | 4,0              |
| ---------------------------- | ---------------- | ---------------- | ---------------- | ---------------- | ---------------- | ---------------- | ---------------- | ---------------- | ---------------- | ---------------- | ---------------- | ---------------- | ---------------- |
| Джерело: The Weather Channel |                  |                  |                  |                  |                  |                  |                  |                  |                  |                  |                  |                  |                  |

## Демографія
Згідно з переписом 2010 року, у місті мешкала 11 301 особа в 4277 домогосподарствах у складі 2970 родин. Густота населення становила 439 осіб/км².  Було 4724 помешкання (184/км²).
Расовий склад населення:
| - 74,5 % — білих - 1,6 % — корінних американців - 1,2 % — чорних або афроамериканців - 0,4 % — азіатів - 18,9 % — осіб інших рас |

До двох чи більше рас належало 3,4 %. Частка іспаномовних становила 51,8 % від усіх жителів.
За віковим діапазоном населення розподілялося таким чином: 27,7 % — особи молодші 18 років, 59,1 % — особи у віці 18—64 років, 13,2 % — особи у віці 65 років та старші. Медіана віку мешканця становила 34,5 року. На 100 осіб жіночої статі у місті припадало 94,9 чоловіків;  на 100 жінок у віці від 18 років та старших — 92,6 чоловіків також старших 18 років.
Середній дохід на одне домашнє господарство  становив 81 380 доларів США (медіана — 50 701), а середній дохід на одну сім'ю — 95 424 долари (медіана — 58 750). Медіана доходів становила 52 157 доларів для чоловіків та 36 522 долари для жінок. За межею бідності перебувало 10,9 % осіб, у тому числі 11,9 % дітей у віці до 18 років та 13,8 % осіб у віці 65 років та старших.
Цивільне працевлаштоване населення становило 4978 осіб. Основні галузі зайнятості: сільське господарство, лісництво, риболовля — 21,2 %, освіта, охорона здоров'я та соціальна допомога — 14,6 %, виробництво — 12,4 %.

## Економіка
Основними видами економічної діяльності Артезії є нафтова та газова промисловості, сільське господарство та молочна промисловість.

## Галерея

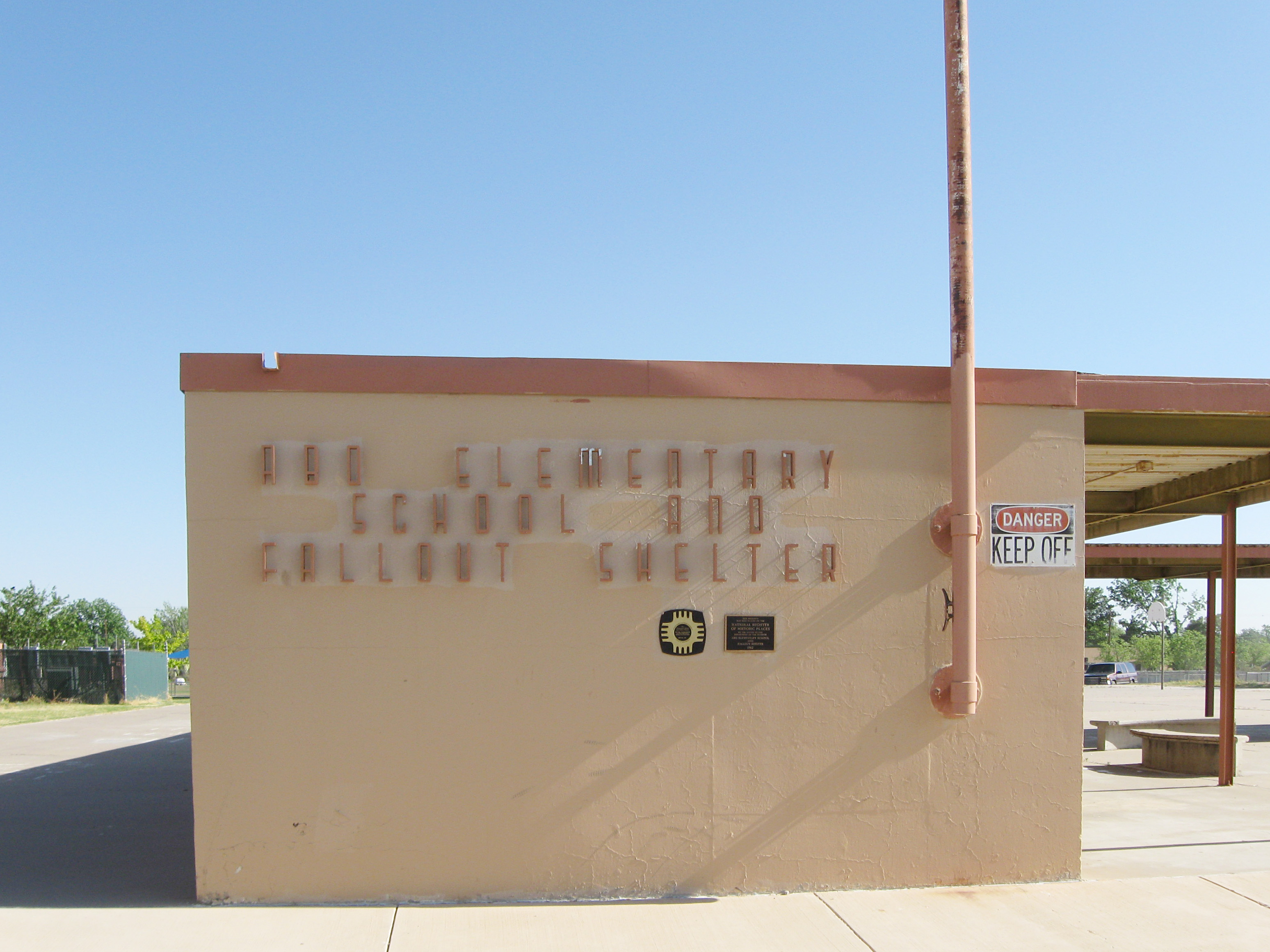
Початкова школа Або
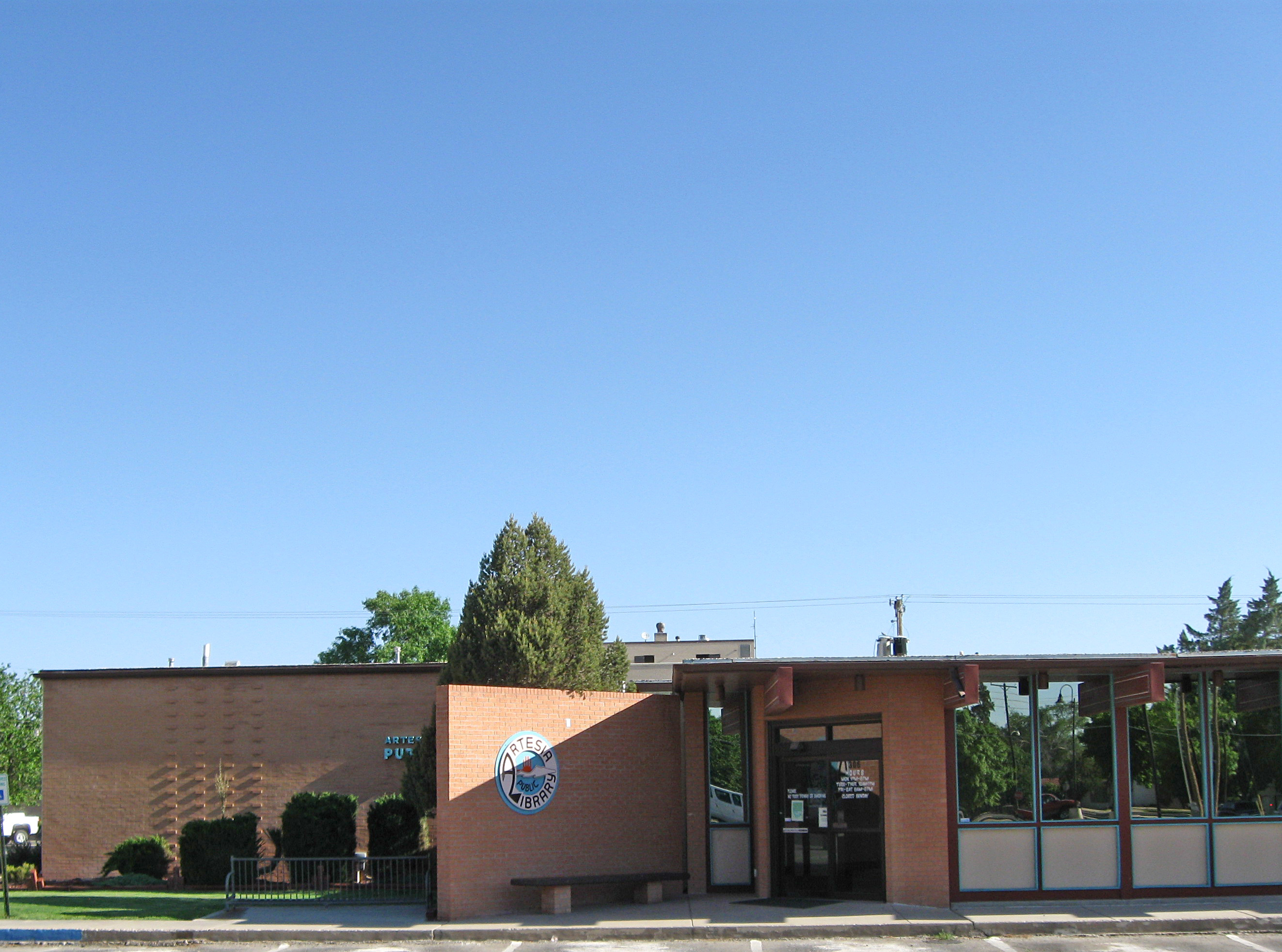
Бібліотека
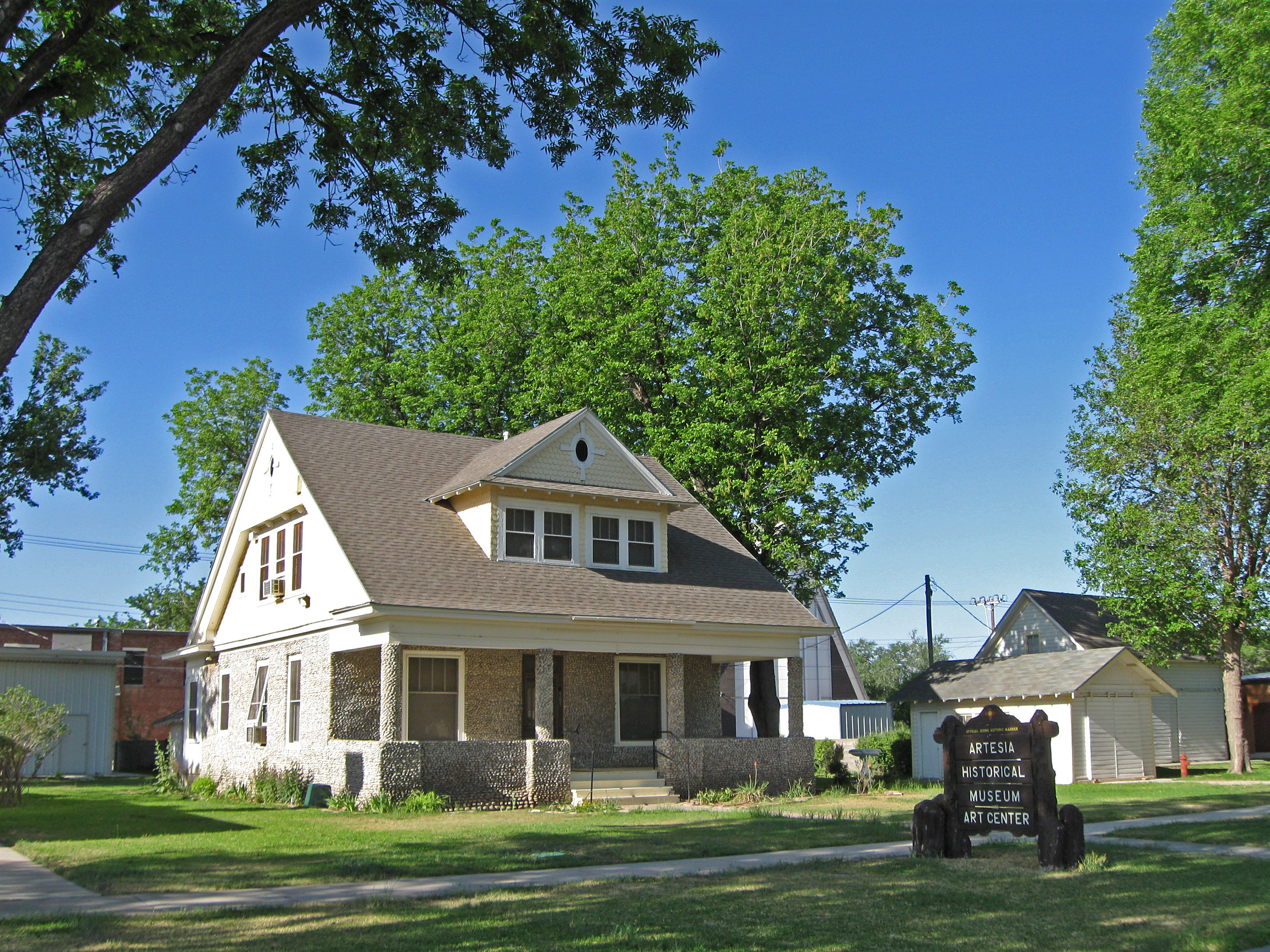
Історичний музей